# Tananai
 Alberto Cotta Ramusino (n. 8 mai 1995, Milano, Italia), cunoscut ca Tananai, este un cantautor italian.